# Спидминтон
Спидминтон (англ. speedminton, сокращение от Speed Badminton — скоростной бадминтон) — бренд, зарегистрированная торговая марка Speedminton по производству оборудования для игры в скоростной бадминтон. Скоростной бадминтон - относительно новая спортивная игра с ракеткой и воланом. Основное отличие от бадминтона — отсутствие сетки, а также свой тип ракетки и волана.

## История
Изобретена берлинским спортсменом Биллом Брандесом (нем. Bill Brandes) на основе элементов бадминтона, тенниса и сквоша. В течение шести лет его изобретатель, вместе с профессиональными спортсменами, тестировал и совершенствовал самые разные модели воланов и ракеток, пока наконец не достиг желаемого результата. Название «спидминтон» было предложено в 2001 году. По данным 2003 года, в Германии насчитывалось около 6.000 активных игроков в спидминтон, преимущественно городская молодёжь, среди которой особым шиком считались игры в тёмное время суток (blackminton).

## Инвентарь

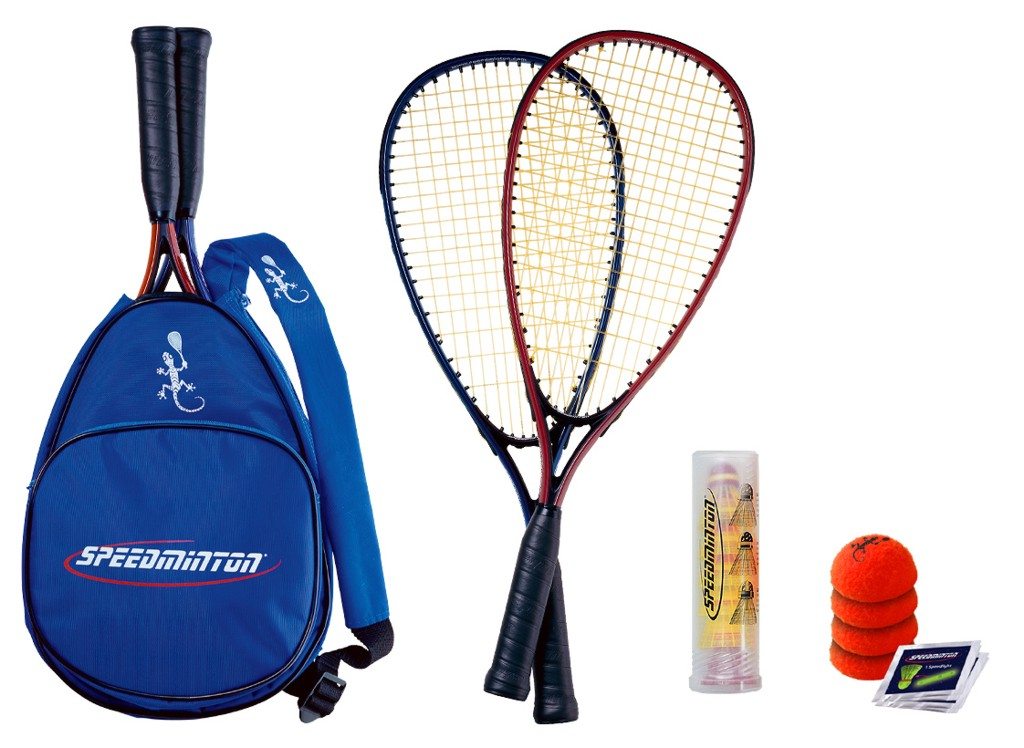
Инвентарь

Speeder похож на волан в бадминтоне. Различают четыре вида Speeder:
- Match speeder  — предназначен для проведения турниров во взрослых категориях, макс. скорость — 290 км/час, цвет головки — красный.
- Night speeder — Предназначен для использования в ночи, макс. скорость — 290 км/час. цвет головки — зелёный, полупрозрачный.
- Fun speeder — предназначен для начинающих и для не быстрой игры, макс. скорость — 260 км/час, цвет головки — жёлтый.
- Cross speeder — предназначен для игры на открытом воздухе. макс. скорость — 290 км/час. цвет головки — красный, цвет юбки — зелёный

При сильном ветре на speeder можно надеть ветровое кольцо. Специальные светящиеся вставки (Speedlights) в Night speeder — позволяют воланам светиться в темноте на протяжении 3 часов.

## Правила игры

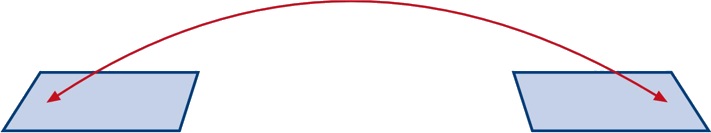
Площадка
Местом для игры в быстрый бадминтон может служить любое место — парк, спортзал, теннисные корты (как открытые, так и закрытые), ангары и т. п. — всё, что нужно, — это ровная пустая площадка длиной минимум в 26 метров и шириной 8 метров. Высота должна быть ничем не ограничена минимум до 8 метров. Даже профессионалы любят играть высокими и глубокими свечами — ведь тогда, с такой высоты, волан набирает огромную скорость, что затрудняет эффективный ответный удар.
Начало игры
Соперники кидают жребий. Угадавший имеет право выбрать подачу или сторону. Игра заканчивается, когда один из игроков наберёт 16 очков. Если оба соперника набрали по 15 очков, то игра продолжается, пока кто-нибудь из соперников не получит преимущество в два очка. Матч продолжается до двух побед (финалы турниров до трёх побед). Подавать можно с середины игрового поля и с задней линии. Подача из-за головы как в положении стоя, так и в прыжке допускается только с задней линии. Подача переходит к сопернику после каждых трёх подач. Проигравшая в матче сторона всегда имеет право подачи.
Подсчёт очков

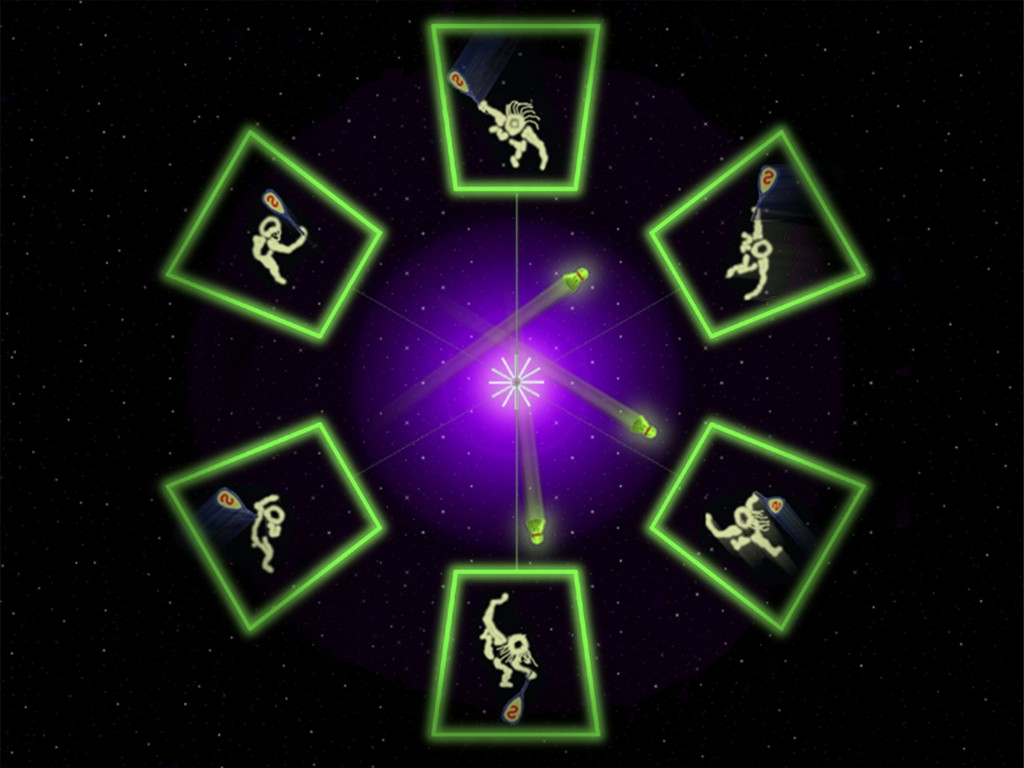
Blackminton (вариант ночной игры)

Каждый розыгрыш, если только его не следует переиграть, приносит очко. Очки засчитываются в следующих случаях:
- ошибка при подаче
- волан коснулся игрового поля (или одной из линий)
- волан приземлился вне игрового поля
- игрок дважды подряд коснулся волана
- волан коснулся тела игрока
- если игрок отбил волан, вылетавший за поле, то волан считается «отбитым», и игра продолжается.

Смена сторон
После каждого матча игроки меняются сторонами, чтобы обеспечить равные условия игры (ветер, свет)
В третьем или пятом матче (тай-брейк) игроки меняются каждые девять очков.
Парная игра
Парный матч (команда А; команда B) играется как описано ниже:
двое игроков из одной команды стоят на одной площадке (квадрате). Каждая команда состоит из переднего и заднего игрока. Игрок, играющий сзади, не должен ступать ногой ближе, чем игрок, играющий спереди. Это считается нарушением и ведет к потере очка. Позиции игроков меняются с каждой сменой подачи. Это значит, что подающий игрок всегда находится в задней части корта.
Подача в парном матче
Жребий определяет, какая команда подаёт первой. Подающий игрок играет сзади и имеет три подачи. Другой игрок должен стоять спереди. Подача переходит от игрока А1 к игроку В1, от игрока А2 к игроку В2.Право подачи в следующем сете имеет проигравшая сторона.